# 佐利图代站
佐利图代站是托尔尼亚卡尔内斯-图库姆斯铁路线上的一个火车站，车站建于1989年，位于里加市罗斯托卡斯街61号。